# Chacal (cantante)
Alfonso Escalante Quispe (La Victoria, 8 de agosto de 1952), conocido por su nombre artístico Chacal, es un cantautor de música chicha y empresario peruano, fundador y vocalista de su banda musical Chacal y sus Estrellas, logrando la popularidad y reconocimiento en el dicho género musical durante los años 1970 y 1980. Es el hermano del fallecido cantante Lorenzo Palacios Quispe «Chacalón».

## Biografía

### Primeros años e inicios
Nació el 8 de agosto de 1952 en el distrito de La Victoria, provincia de Lima; bajo el nombre completo de Alfonso Escalante Quispe. Es el hijo del matrimonio del albañil Silverio Escalante, y de la cantante de huaino Olimpia Quispe, siendo el segundo hijo de 15 hermanos por vía materna, entre ellos José Escalante Quispe «Chacalito» (1960) y los fallecidos Lorenzo Palacios Quispe «Chacalón» (1950-1994) y Alberto Hermoza Quispe «Chocho» (1978-2013), quiénes también se desempeñaron en la música.
Vivió sus primeros años en el Cerro San Cosme, lugar donde vivió hasta la edad de diecisiete años. Es proveniente de una familia de clase baja, en el cual tuvo que afrontar los escasos recursos económicos, durmiendo junto a sus hermanos en un solo cuarto. Durante su etapa de niñez, con su hermano Lorenzo comenzaría a realizar el oficio de cantante de microbuses.
Posteriormente, ingresaría a formar parte del catecismo en la Parroquia San José Obrero en su ciudad natal, además de salir en tiempos libres junto a su hermano Lorenzo para ver películas del cine mexicano basadas en la lucha libre profesional, dando origen a su apodo como «Chacal», en honor al luchador del mismo nombre, en la que años más tarde se convertiría en su nombre artístico. Durante su etapa adolescente, inicia a trabajar como vendedor de sandías y chicles en la Playa Agua Dulce, para colaborar con la economía familiar.

### Carrera musical
Escalante comenzó su carrera artística a los 14 años, conformando el elenco de la banda musical Los Ideales en el año 1966, en el cual realizó las versiones de Compay Quinto, Los Guaracheros del Oriente, Los Ribereños y Celina & Reutilio. Fue el primer integrante de la familia Quispe en ser cantante antes que sus hermanos Lorenzo, José y Alberto. Más tarde, se muda al barrio de Santoyo, localidad del distrito de El Agustino, en el cual se ha presentado con las otras bandas musicales Septeto Caribe y Las Brisas del Caribe.
En el año 1970, fue vocalista principal de la orquesta de salsa Combo de Oro durante tres años consecutivos hasta su renuncia en 1973.
Tras renunciar a Combo de Oro, Escalante vuelve a Los Ideales en 1973, gracias a la sugerencia del fallecido músico Ricardo «Papita» Hinostroza, exintegrante del Grupo Néctar, para refundar a la banda bajo el nombre de Chacal y sus Estrellas, asumiendo el liderazgo del conjunto y el rol de vocalista principal hasta la actualidad, comenzando así su etapa solista.
Como fundador y cantante de Chacal y sus Estrellas, alcanzó reconocimiento y popularidad por ser el intérprete de sus temas musicales «Vuelve a mi», «Solo y triste», y «Para ti Yolita». Gracias al éxito de este último, le ha permitido abrir las puertas para presentarse en una gira por Cerro de Pasco y Huancayo.
En el año 1974, con la colaboración de Víctor Casahuamán, director del Grupo Celeste, lanzó sus nuevos materiales «En el campo» y «Soy pescador» para el dicho conjunto y posteriormente ser el integrante del elenco central, desempeñándose como uno de los vocalistas, compartiendo escenario junto a su hermano Lorenzo. Al año siguiente, trabajó en el lanzamiento de los sencillos Noche de invierno con Los Titanes y Te quiero, te quiero mi amor con El Súper Grupo. Trabajó con el cantante Víctor Carrasco «Vico» para el lanzamiento de algunos temas del Grupo Melodía.[cita requerida]
En el año 1977, colaboró con el grupo musical La Mermelada para la elaboración de los materiales «Desesperado», «Fatalidad amor» y «Ojos azules».
En los años 1980, lanzó sus álbumes de estudio Cada día te quiero más, Nuestra pobreza, Dime la verdad y Un nuevo amanecer de la mano de la disquera local Disgonza. En el año 1983, elaboró el disco Para ti Yolita con la misma compañía.
Ya para el siglo XXI, se incursiona en el emprendimiento gastronómico, siendo dueño de un restaurante de caldo de gallina y pollo broaster en San Juan de Lurigancho, y participa en sus conciertos populares y la de su sobrino José María Palacios «Chacalón Jr.» en la capital Lima.
En el año 2005, demandó a la productora de televisión Michelle Alexander por mentir en la serie biográfica de su hermano Chacalón: El ángel del pueblo de Frecuencia Latina, ya se mostró durante la ficción cosas que no fueron ciertas en la vida real.
En el año 2020, realizó conciertos virtuales debido al estado de emergencia por la pandemia de COVID-19 en Perú. En el año 2024, realizó un concierto durante la ceremonia de la Feria Internacional del Libro de Lima.

## Discografía

### Álbumes de estudio
- 1978: Yolita
- 1978: La cumbia de mis amores
- 1970s: Juguete de Navidad
- 1970s: Vida/Danza de Chacal
- 1970s: Nuestra pobreza
- 1970s: ¡Oh mi cóndor!/Chiquita linda
- 1980s: Cada día te quiero más
- 1980s: Dime la verdad
- 1980s: Un nuevo amanecer
- 1983: Para ti Yolita
- 1983: Caly eres para mi
- 1980s: Las alboradas
- 1980s: Noches de invierno
- 1980s: Éxitos de oro
- 1984: Con el cariño de siempre

### Sencillos y EP
- 1982: Insuperable
- 2023: Cómo quieres que te quiera
- 2024: Olvídala